# Michel Prazeres
Michel Richard Cunha dos Prazeres (født 25 juli 1981) er en brasiliansk MMA-udøver, der siden 2013 har kæmpet som weltervægter i Ultimate Fighting Championship (UFC). Han er i Danmark bedst kendt for sin submission-sejr over danske Mads Burnell på UFC Fight Night: Volkov vs. Struve den 2. september 2017.

## MMA-karriere

### Tidlig MMA-karriere
Prazeres begyndte at træne MMA i en alder af 12 da han så og blev inspireret af Bruce Lee. Hans MMA-karriere begyndte som 19-årig i 2000, da han vandt sin debutkamp via submission. Han vandt sine første 6 kampe hvor han stoppede alle sine modstandere. Prazeres opbyggede en ubesejret rekordliste ved at kæmpe på lokale og regionale stævner, i sit hjemland Brasilien før han skrev kontrakt med UFC tidligt i 2013.

### Ultimate Fighting Championship
Efter han havde skrevet kontrakt med UFC, fik Prazeres debutkamp i organisationen som en erstatning med kort varsel den 8. maj, 2013 mod Paulo Thiago på UFC on FX: Belfort vs. Rockhold. Prazeres tabte kampen via enstemmig afgørelse, hvilket var hans første nederlag i sin karriere.
Prazeres kæmpede herefter mod Jesse Ronson den 21. september, 2013 på UFC 165. Han vandt kampen via en tæt delt afgørelse. Dette var han første kamp uden for Brasilien.
Prazeres mødte russiske Mairbek Taisumov den 23. marts 2014 at UFC Fight Night: Shogun vs. Henderson 2, hvor han erstattede en skadet Gleison Tibau. Han vandt kampen via en dominerende enstemmig afgørelse. Taisumov fik fratrukket adskillige point og kampen endte med at blive scoret som (30-25, 30-25, 30-25) til Prazeres fordel.
Prazeres mødte Kevin Lee den 14. februar 2015 at UFC Fight Night: Henderson vs. Thatch. Han tabte kampen via enstemmig afgørelse og det blev dermed hans andet nederlag i karrieren.
Prazeres mødte Valmir Lázaro den 21. november 2015 på The Ultimate Fighter Latin America 2 Finale: Magny vs. Gastelum. Han vandt kampen via delt afgørelse.
Prazeres skulle have mødt Tony Martin den 23. juli, 2016 på UFC on Fox 20. Men Martin meldte afbud til kampen i starten af juli, på grund af en nakkeskade og blev erstattet af UFC-nykommeren J.C. Cottrell. Han vandt kampen via enstemmig afgørelse.
Prazeres mødte herefter Gilbert Burns den 24. september, 2016 på UFC Fight Night 95. Han vandt kampen via enstemmig afgørelse.
Prazeres mødte Josh Burkman den 11. marts, 2017 på UFC Fight Night: Belfort vs. Gastelum. Han vandt kampen via submission i første omgang. Sejren tildelte ligeledes Prazeres hans første Performance of the Night bonus award.
Prazeres skulle have mødt Islam Makhachev den 2. september 2017 på UFC Fight Night: Volkov vs. Struve. Men Makhachev meldte afbud til kampen i midten af august på grund af en skade og blev erstattet af UFC-nykommeren, danske Mads Burnell.Til indvejningen vejede Prazeres ind på 159 pund, 3 pund over letsvægtgrænsen på 156 pund. Som resultat af dette blev kampen kæmpet i catchweight og Prazeres fik en bøde hvor han skulle betale 20 procent af sin løn til Burnell. Prazeres vandt kampen via submission i 3. omgang.
Prazeres mødte Desmond Green den 3. februar, 2018 på UFC Fight Night: Machida vs. Anders. Til indvejningen vejede Prazeres ind på 161 pund, 5 pund over letvægtsgrænsen på 156 pund. Som resultat af dette blev kampen kæmpet i catchweight og Prazeres fik en bøde hvor han skulle betale 20 procent af sin løn til Green. Han vandt kampen via enstemmig afgørelse.
Prazeresis mødte amerikanske Zak Cummings den 19. maj, 2018 på UFC Fight Night: Maia vs. Usman. He won the back-and-forth fight via split decision.
Prazeres mødte polske Bartosz Fabiński den 17. november, 2018 på UFC Fight Night: Magny vs. Ponzinibbio. Han vandt kampen via a guillotine choke submission i 1. omgang.

## Mesterskaber og hæder
- Ultimate Fighting Championship
  - Performance of the Night (1 gang) vs. Josh Burkman